# Sport Club Municipal Craiova
Le Sport Club Municipal Craiova  est un club roumain de volley-ball féminin basé à Craiova qui évolue pour la saison 2017-2018 en Divizia A2 Feminin Vest.

## Effectifs

### Saison 2016-2017
| No                                   | Nom                                  | Date de naissance                    | Taille                         | Poids                          | Poste                          |
| ------------------------------------ | ------------------------------------ | ------------------------------------ | ------------------------------ | ------------------------------ | ------------------------------ |
| 1                                    | Ionela Vlad                          | 13 décembre 1989                     | 175                            |                                | Libero                         |
| 3                                    | Alina-Livia Gagea                    | 10 mars 1993                         | 179                            |                                | Centrale                       |
| 4                                    | Marina-Elena Cojocaru                | 31 mars 1992                         | 175                            |                                | Passeuse                       |
| 6                                    | Irena Mishonova                      | 19 décembre 1988                     | 181                            | 68                             | Réceptionneuse-attaquante      |
| 7                                    | Adina Stanciu                        | 17 décembre 1986                     | 179                            | 69                             | Attaquante                     |
| 9                                    | Andreea Matei                        | 24 octobre 1992                      | 179                            |                                | Réceptionneuse-attaquante      |
| 11                                   | Roxana-Mihaela Lupu                  | 4 avril 1983                         | 189                            |                                | Centrale                       |
| 12                                   | Beatrice-Ramona Postea               | 29 août 1993                         | 176                            |                                | Passeuse                       |
| 13                                   | Jessica Popovici                     | 31 décembre 1996                     | 176                            |                                | Réceptionneuse-attaquante      |
| 14                                   | Ana Jakšić                           | 16 janvier 1986                      | 185                            | 75                             | Centrale                       |
| 18                                   | Mihaela Truţă                        | 18 décembre 1975                     | 183                            | 68                             | Réceptionneuse-attaquante      |
|                                      |                                      |                                      |                                |                                |                                |
| Encadrement technique                | Encadrement technique                |                                      | Légende                        | Légende                        | Légende                        |
| Entraîneur : Daniel Săvoiu           | Entraîneur : Daniel Săvoiu           | Entraîneur : Daniel Săvoiu           | : Capitaine                    | : Capitaine                    | : Capitaine                    |
| Entraîneur(s) adjoint(s) : Pușa Dina | Entraîneur(s) adjoint(s) : Pușa Dina | Entraîneur(s) adjoint(s) : Pușa Dina | : Joueuse blessée actuellement | : Joueuse blessée actuellement | : Joueuse blessée actuellement |